# Кислянка (Артемовський міський округ)
Кисля́нка (рос. Кислянка) — селище у складі Артемовського міського округу Свердловської області.
Населення — 39 осіб (2010, 21 у 2002).
Національний склад населення станом на 2002 рік: росіяни — 95 %.